# Lomax the Songhunter
Lomax the Songhunter is een documentaire uit 2004 geregisseerd door Rogier Kappers, over de folklorist, volksmuzikant en etnomusicoloog Alan Lomax. Lomax reisde de hele wereld rond om volksmuziek vast te leggen op bandopnemer. Kappers volgt zijn spoor, voornamelijk door Europa en in het bijzonder de streken Galicië en Calabrië. Hij vindt er nog enkele overlevende muzikanten terug en laat hen de opnames horen, waarvan ze vaak zelf het bestaan niet meer wisten. Verder komen bewonderaars, vrienden en familieleden aan het woord. Lomax zelf was tijdens de opnames niet meer in staat langdurig geïnterviewd te worden, ten gevolge van een hersenbloeding. De documentaire toont wel oude opnames van interviews met Lomax, waarin hij zijn werk als een roeping verklaart, om de volksmuziek te redden van volledige uitroeiing door de massacultuur. Geïnterviewde medewerkers bevestigen achteraf dat dit inzicht profetisch was, met een amplitude die niemand had verwacht, waardoor zijn werk des te waardevoller is.
Lomax the Songhunter heeft in 2005 een eervolle vermelding gekregen op het Nashville Film Festival in de categorie Impact of Music Award. Tevens is de documentaire uitgeroepen tot beste lange documentaire tijdens de Nederlandse Academy Awards.